# 纯福帝姬
纯福帝姬（1123年—？），宋徽宗第33女。
靖康之变时4岁。按照南宋初文献《靖康皇族陷虏记》记载，公主长大后嫁显恭皇后侄王昌远，未记载嫁给金人。

## 关联
- 帝姬